# Myśliborzyce (województwo zachodniopomorskie)
Myśliborzyce (niem. Mietzelfelde) – wieś w Polsce położona w województwie zachodniopomorskim, w powiecie myśliborskim, w gminie Myślibórz.
W latach 1954–1961 wieś należała i była siedzibą władz gromady Myśliborzyce, po jej zniesieniu w gromadzie Myślibórz. W latach 1975–1998 miejscowość administracyjnie należała do województwa gorzowskiego.
Według danych z 1 stycznia 2011 roku wieś liczyła 257 mieszkańców. 